# Rhode Lee Michelson
Rhode Lee Michelson (Long Beach, Califórnia, 9 de março de 1943 – Berg-Kampenhout, Bélgica, 15 de fevereiro de 1961) foi uma patinadora artística americana, que competiu no individual feminino. Ela foi medalhista de bronze do campeonato nacional americano em 1961.
Michelson morreu no acidente com o voo Sabena 548 nas imediações do Aeroporto de Bruxelas, quando viajava junto com a delegação dos Estados Unidos para disputa do Campeonato Mundial que iria acontecer em Praga, na Tchecoslováquia.

## Principais resultados
| Resultados                                                            | Resultados      | Resultados        | Resultados       | Resultados        | Resultados    | Resultados    | Resultados    | Resultados    | Resultados    | Resultados    | Resultados    | Resultados    | Resultados    | Resultados    |
| Internacional                                                         | Internacional   | Internacional     | Internacional    | Internacional     | Internacional | Internacional | Internacional | Internacional | Internacional | Internacional | Internacional | Internacional | Internacional | Internacional |
| Evento/Temporada                                                      | 1957– 1958      | 1958– 1959        | 1959– 1960       | 1960– 1961        |               |               |               |               |               |               |               |               |               |               |
| --------------------------------------------------------------------- | --------------- | ----------------- | ---------------- | ----------------- | ------------- | ------------- | ------------- | ------------- | ------------- | ------------- | ------------- | ------------- | ------------- | ------------- |
| Campeonato Norte-Americano                                            |                 |                   |                  | WD                |               |               |               |               |               |               |               |               |               |               |
| Nacional                                                              |                 |                   |                  |                   |               |               |               |               |               |               |               |               |               |               |
| Campeonato dos Estados Unidos                                         |                 |                   |                  | Medalha de bronze |               |               |               |               |               |               |               |               |               |               |
| Campeonato dos Estados Unidos – Júnior                                |                 | Medalha de bronze | Medalha de prata |                   |               |               |               |               |               |               |               |               |               |               |
| Campeonato dos Estados Unidos – Noviço                                | Medalha de ouro |                   |                  |                   |               |               |               |               |               |               |               |               |               |               |
|                                                                       |                 |                   |                  |                   |               |               |               |               |               |               |               |               |               |               |
| Legenda: WD = Abandonou; Competição não foi disputada nesta temporada |                 |                   |                  |                   |               |               |               |               |               |               |               |               |               |               |